# Från utsiktstornet
Från utsiktstornet är en essäsamling av Artur Lundkvist utgiven 1963.
Boken bygger på artiklar om samtida utländsk litteratur som ursprungligen publicerades i Stockholms-Tidningen, Bonniers Litterära Magasin och Ord och Bild, men är i flera fall omarbetade och utvidgade. Den innehåller översiktsartiklar om samtida amerikansk, spansk, fransk, västindisk och jugoslavisk litteratur samt mer utförliga studier om Pablo Neruda, Claude Simon och Ana Maria Matute.

## Mottagande
"Artur Lundkvist är kritikern som befinner sig minst ett decennium före den litterära utvecklingen, ständigt på upptäcktsfärd i okända litterära utmarker, vital, outtröttlig, alltid lika nyfiken och rörlig" – Torsten Ekbom i Dagens Nyheter
"Bland de spejare mot nya litterära horisonter som vi har i vårt land är Artur Lundkvist den mest oumbärlige. Han ersätter ensam det Institut för modern utländsk vitterhet vi annars hade behövt skaffa för vår egen och akademiens skull. Ingen kan mäta sig med honom i kringsyn, få har hans gåva att återskapa själva den hissnande spänningen i upptäckterna...Var stod vi över huvud utan hans kritik som det skarpa rakbladet i hotande provinsiell självbelåtenhet?...[han] lämnar läsaren med en intensiv, nästan fysisk förnimmelse av en litteratur, ställd mitt i tidens konflikter, muskulös och vital och angelägen." – Kurt Aspelin i Aftonbladet